# Karel Nekola
Karel Nekola (* 8. února 1949 Dolní Březinka) je bývalý český hokejista.
Začínal ve Světlé nad Sázavou, původně jako brankář, později se stal útočníkem. Po dvou prvoligových sezónách v Tesle Pardubice a vojenské službě v Dukle Hodonín přišel v roce 1970 do Zetoru Brno, za který odehrál šestnáct sezón. Nastupoval na levé straně prvního útoku, v letech 1979 a 1980 byl zástupcem kapitána. V Brně skončil v roce 1986, poté hrál jednu sezónu v Jugoslávii za HK Partizan. Po ukončení kariéry trénoval brněnská mládežnická mužstva, v letech 2005 až 2006 byl asistentem trenéra prvního týmu Lubomíra Oslizla.